# Crème chantilly
Pour les articles homonymes, voir Crème et Chantilly (homonymie).
Ne doit pas être confondu avec  Chantilly (ville).
La crème chantilly (ou simplement appelée la chantilly) est une crème fouettée, parfois sucrée et parfois aromatisée.

## Description
La crème chantilly n'est autre que de la crème fouettée, à savoir une crème qui a été foisonnée (incorporation de bulles d'air par battage). Elle est réalisée avec de la crème fraîche liquide, crème fleurette ou crème à fouetter UHT ou stérilisée,. Réglementairement la crème chantilly peut être sucrée et contenir des ferments lactiques, des arômes naturels ou artificiels, des stabilisants et des protéines de lait.
La crème chantilly se distingue des préparations « à la chantilly », où de la crème est ajoutée  à une sauce mayonnaise ou à une sauce hollandaise, ces deux sauces portant alors le nom de « mousselines », ou parfois de « sauces chantilly ».
Si la crème à fouetter et les instruments (bol, fouet) ne sont pas assez froids, on obtient du beurre.[réf. nécessaire] Il en est de même si on continue à battre ou mixer trop longtemps la crème fouettée.

## Histoire
La crème fouettée se trouve dans des écrits de Rabelais (Paris, 1531) sous le nom de « neige de crème ». Une recette anglaise de 1545, A Dyschefull of Snow, y ajoute des blancs d'œuf. On trouve également du lait fouetté, souvent sucré et aromatisé, dans des écrits de Cristoforo da Messisbugo (Ferrare, 1549), de Bartolomeo Scappi (Rome, 1570) et de Lancelot de Casteau (Liège, 1604). Il était appelé « neige de lait »[réf. incomplète] et  neve di latte en italien, et le résultat était différent de la crème chantilly que l'on connaît aujourd'hui car bien plus liquide et mousseux.
Néanmoins, l'invention de la crème chantilly est souvent attribuée à François Vatel, maître d'hôtel du château de Chantilly entre 1663 et 1671. Vatel aurait peut-être servi cette « cresme façonnée » (crème façonnée) lors de la réception fastueuse du roi par le prince de Condé en avril 1671. L'invention est également attribuée, au surintendant des finances Nicolas Fouquet qui l'aurait servie au roi lors d'une cérémonie fastueuse au château de Vaux-le-Vicomte en 1661. Un siècle encore après Vatel, la baronne d'Oberkirch a loué la « crème » servie à un déjeuner au Hameau de Chantilly en 1784, mais sans l'appeler « crème chantilly ». Cet épisode est néanmoins parfois cité comme la « naissance de la crème chantilly ».
Les noms « crème chantilly », « crème de Chantilly », « crème à la chantilly », « crème fouettée à la chantilly », ou bien simplement « la chantilly » apparaissent au début du XIXe siècle.
La première édition (1806) du Cuisinier impérial de Viard ne mentionne ni la crème fouettée ni la crème chantilly mais l'édition de 1820 les mentionne toutes les deux. Au milieu du XIXe siècle, il est clair que la crème chantilly n'est pas sucrée,[source détournée]. Au milieu du XXe siècle, ces noms sont devenus communs.
La référence à Chantilly vient peut-être de l'association du château éponyme à la bonne cuisine.
Il se peut aussi que cela fasse référence à la réputation grandissante de la pâte de porcelaine tendre de Chantilly, née en 1725 et dont la recette de Claude Humbert Gérin en 1740 rendait un blanc parfait.

### La bombe sous pression UHT
Elle naît au début des années 1970 dans les ateliers d'Isigny Sainte-Mère. Elle est une alternative au siphon. Cette crème n'a pas le droit à l'appellation « crème chantilly » puisque n'étant pas faite maison[réf. nécessaire]. Cette mention n'apparaît d'ailleurs jamais sur les bombes sous pression.

## Terminologie
Dans la littérature gastronomique et culinaire, les auteurs ne distinguent pas systématiquement la « crème fouettée » de la « crème chantilly ». Quelques-uns définissent la crème chantilly comme une crème fouettée sucrée et éventuellement aromatisée à la vanille, mais la plupart des auteurs les traitent comme synonymes, aucune n'étant sucrée,, toutes deux étant sucrées,, ou bien le sucre étant facultatif.
Dans le passé, la crème fouettée, sucrée ou non, a aussi été appelée « neige de lait », « mousse à la crème », et plus tard « fromage à la Chantilly »,, surtout quand elle est montée en pyramide, aromatisée ou garnie, et servie comme dessert en elle-même.

## Préparation
La crème liquide est foisonnée par battage avec un fouet qui pousse des bulles d'air dans la crème. Ce travail se fait à froid, éventuellement dans un bol plongé dans de la glace. Le sucre et l'éventuel arômatisant, fleur d'oranger, café, chocolat, citron, fraise, framboise, ou vanille, sont ajoutés optionnellement avant ou après le foisonnement.
Par temps chaud, il est possible d'ajouter des épaississants et gélifiants comme la gomme adragante, la gomme de guar, et la carraghénane, vendus dans le commerce comme « fixe-chantilly » ou « Chantifix », pour en améliorer la conservation. Les recettes anciennes spécifient souvent la gomme adragante, la gélatine, ou le blanc d'œuf. Il n'est toutefois pas nécessaire d'ajouter de tels ingrédients pour obtenir une crème aérée pour une conservation courte.
La crème peut aussi être préparée avec un siphon à chantilly, par injection de gaz – par exemple du N2O – dans un récipient métallique étanche spécial, la détente du gaz refroidissant rapidement le liquide.

## Utilisation et conservation

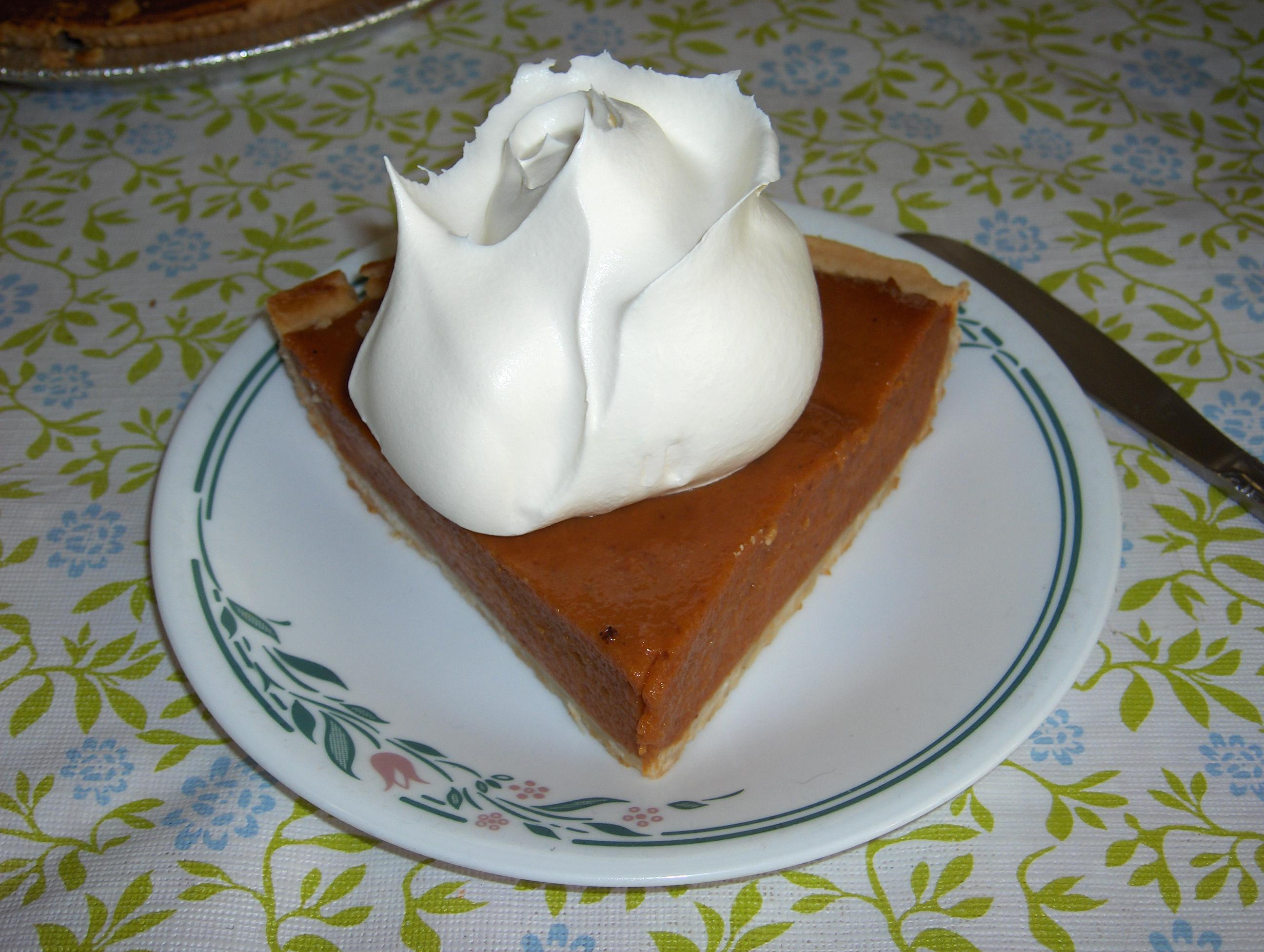
Crème Chantilly sur tarte à la citrouille.

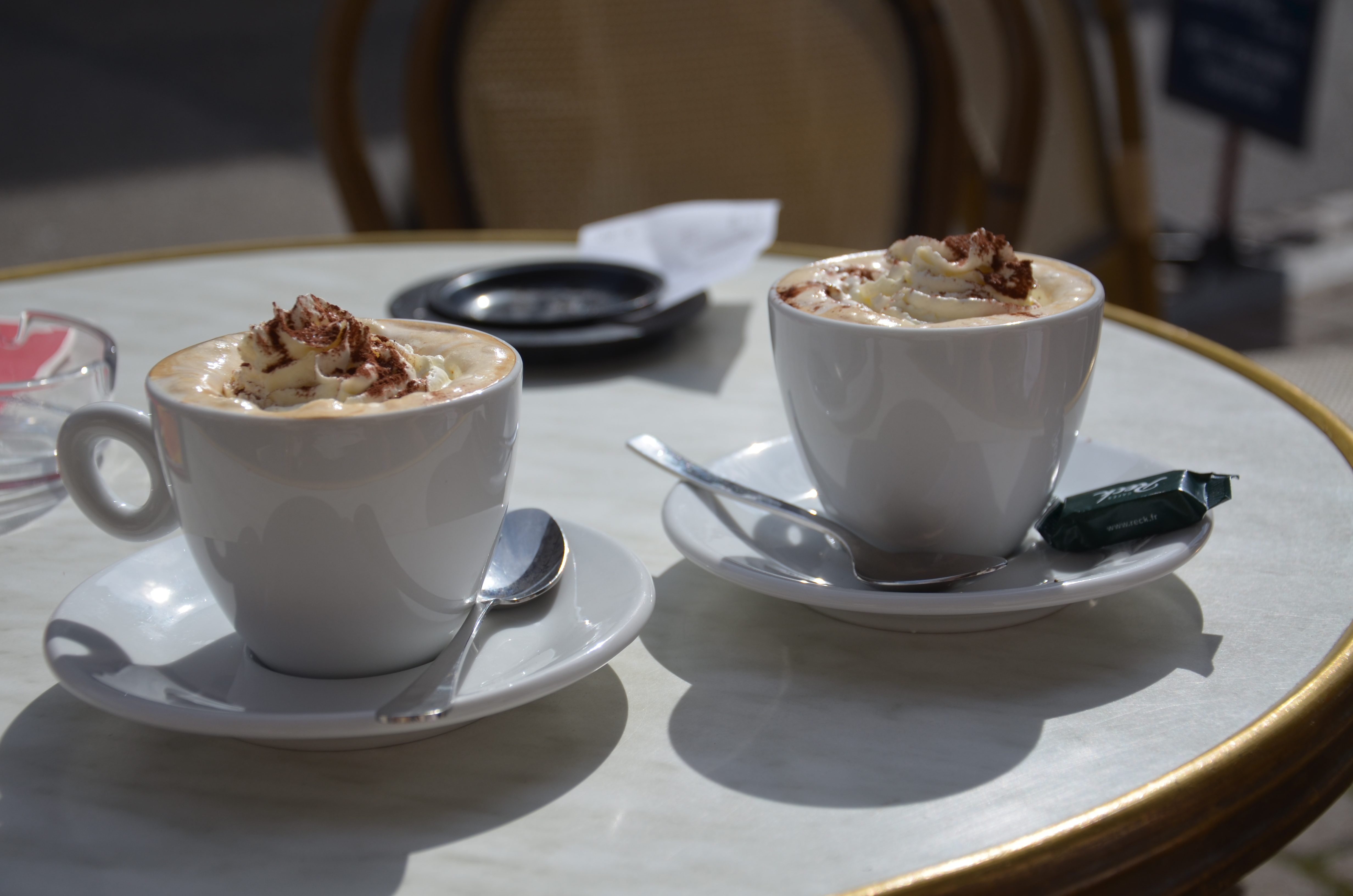
Deux cafés viennois.

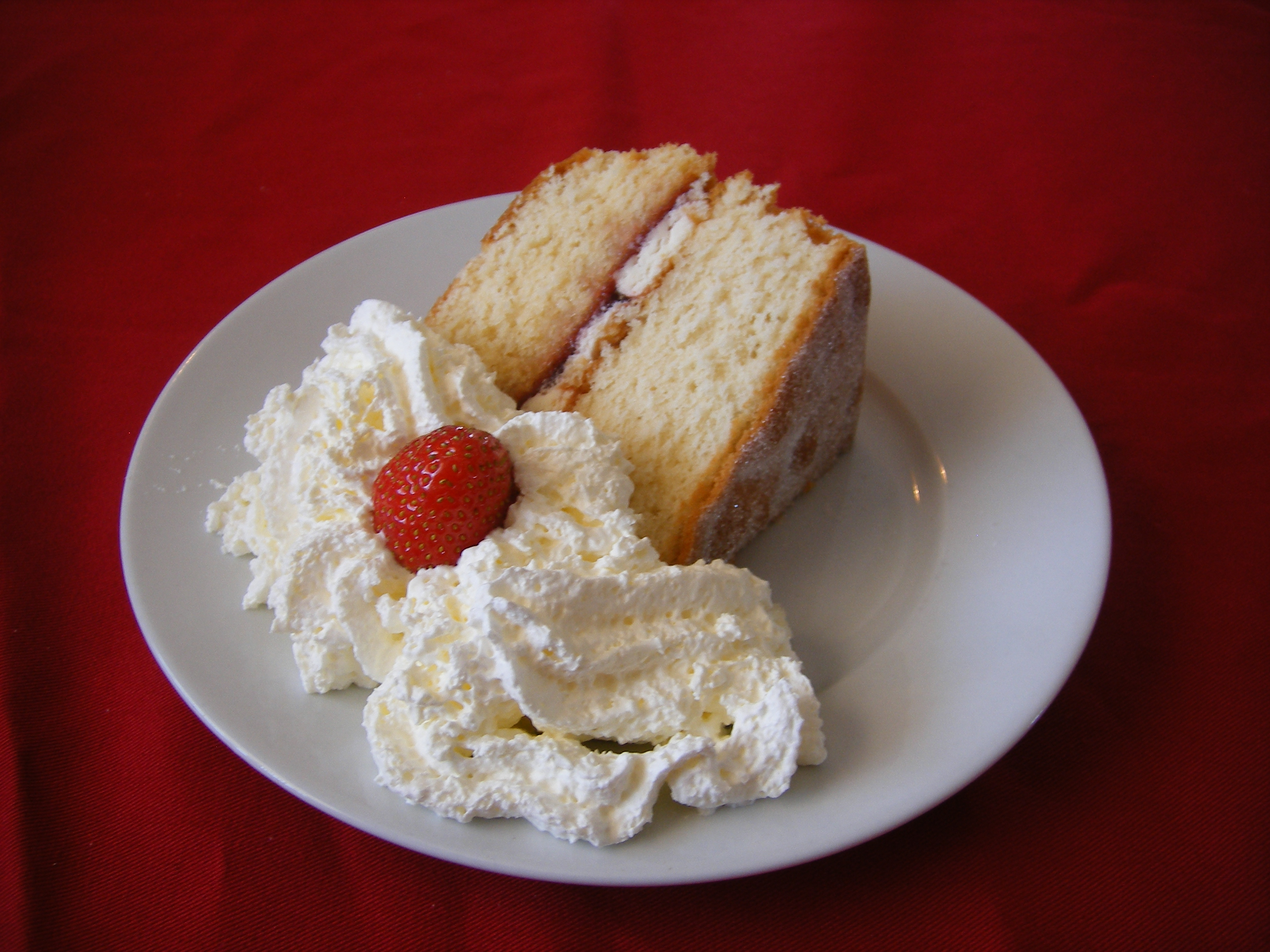
Gâteau à la crème chantilly en bombe.

Une fois préparée, la crème ne se conserve pas et doit être consommée rapidement. La préparation en bombe peut se conserver deux jours au froid (5 °C, ne pas congeler) tant que la pression interne est suffisante.
Les bombes de chantilly vendues dans le commerce contiennent des agents conservateurs (antioxydants) et émulsifiants pour en préserver la texture et éviter la formation du beurre.
La crème chantilly est utilisée en pâtisserie pour la décoration, et aussi pour garnir des choux à la crème. Elle est également très appréciée sur les coupes glacées et sert aussi à la préparation du café viennois (un café chaud nappé de chantilly et saupoudré de copeaux ou de poudre de chocolat noir).
La crème chantilly mélangée au double de fromage frais (fromage blanc, faisselle, caillé, etc.) devient Fontainebleau.
La forêt-noire, en allemand Schwarzwälder Kirschtorte, littéralement « gâteau à la cerise de la Forêt-Noire », est une pâtisserie allemande constituée de génoise au cacao imbibée de kirsch puis fourrée de crème chantilly et de cerises. Elle est recouverte de crème chantilly et décorée de copeaux de chocolat et de cerises confites.

## Crèmes fouettées diverses
Dans le « chocolat chantilly », on reproduit la préparation de la crème chantilly en replaçant la crème par du chocolat.
Chocolat fouetté : utilise un chocolat fondu riche en beurre de cacao, ou un mélange de crème sucrée et de chocolat fondu. La préparation manuelle est délicate, car il faut refroidir le mélange progressivement pour éviter la solidification et l'agglomération du chocolat avant que ne se forme la mousse. De la poudre de cacao peut remplacer le chocolat, ce qui évite d'avoir à refroidir l'appareil.

## Réglementation française attachée à la crème chantilly fabriquée par la restauration collective
En France, les préparations agroalimentaires transformées par la restauration collective et se prévalant de l'appellation « crème chantilly » doivent répondre à des caractéristiques de composition précises spécifiées dans le document « Spécification technique n° B3-07-09 destinée à l’achat public, élaborée par le Groupe d’étude des marchés de restauration collective et de nutrition (GEMRCN), et approuvée par décision no 2009-03 du 30 juillet 2009 du comité exécutif de l’OEAP ».
La crème chantilly doit être composée de crème avec 30 % de matière grasse minimum. Les seuls autres ingrédients autorisés sont le saccharose (sucre) et des préparations aromatisantes.

### Historique de la législation
Avant le 16 mars 2017, la législation précisait que les préparations aromatisantes devaient être d'origine naturelle.